# Moucherolle vert
Empidonax virescens
Ne doit pas être confondu avec Moucherolle olive.
Espèce
Répartition géographique
- Aire de nidification
- Voie migratoire
- Aire d'hivernage

Statut de conservation UICN

 LC  : Préoccupation mineure
Le Moucherolle vert (Empidonax virescens), appelé également Moucherolle d'Acadie, est une espèce d'oiseau appartenant à la famille des Tyrannidae.

## Description

### Aspect général
Cet oiseau mesure de 13 à 15 cm de longueur selon l'Ohio Department of Natural Resources, 12 cm en moyenne selon le Patuxent Wildlife Research Center. C'est un petit moucherolle à tête de forme triangulaire ; il présente un cercle blanc autour de l'œil et sa mandibule inférieure est orange chez l'adulte.
Il est beige-olivâtre sur les parties supérieures, avec une teinte plus olivâtre sur le dos. Les ailes sombres, presque noires, présentent deux barres alaires bien visibles, blanches chez l'adulte et chamoisées chez le juvénile. Le dessous de l'animal est beige très clair, presque blanc ou blanc-jaunâtre, notamment sur la gorge, le ventre et le dessous de la queue, alors que la poitrine présente une très légère teinte plus olivâtre.

### Espèces similaires
Le moucherolle vert est difficile à distinguer des autres espèces du genre Empidonax, mais aussi de certaines espèces appartenant à des genres distincts de la famille des Tyrannidae, comme celles du genre Contopus. De plus, les individus présentent des variations de plumage dues aux mues, à l’usure des plumes et à l'âge.
Les individus du genre Contopus ont des couleurs plus contrastées (plus brun sur le dessus, plus blanc sur le dessous) et ont un cercle blanc moins distinct autour de l'œil.
Les Empidonax de l'ouest américain ont, outre une aire de répartition différente, une mandibule inférieure noire, un dessus plus sombre et un dessous plus blanc comme le moucherolle gris et le Moucherolle sombre, ou une poitrine plus colorée comme le Moucherolle de Hammond, ou encore un cercle oculaire ovale, étiré horizontalement, comme le Moucherolle des ravins et le Moucherolle côtier.
Le Moucherolle à ventre jaune est plus petit, plus jaune (notamment sur la gorge), a un bec plus petit et a un comportement plus actif. Le Moucherolle tchébec est plus petit, plus grisâtre dessus et plus clair dessous et a lui aussi un bec plus petit. Le Moucherolle des aulnes et le Moucherolle des saules sont tous les deux plus bruns sur le dessus et plus clairs sur le dessous et ont un cercle moins distinct autour de l'œil.

## Comportement

### Reproduction

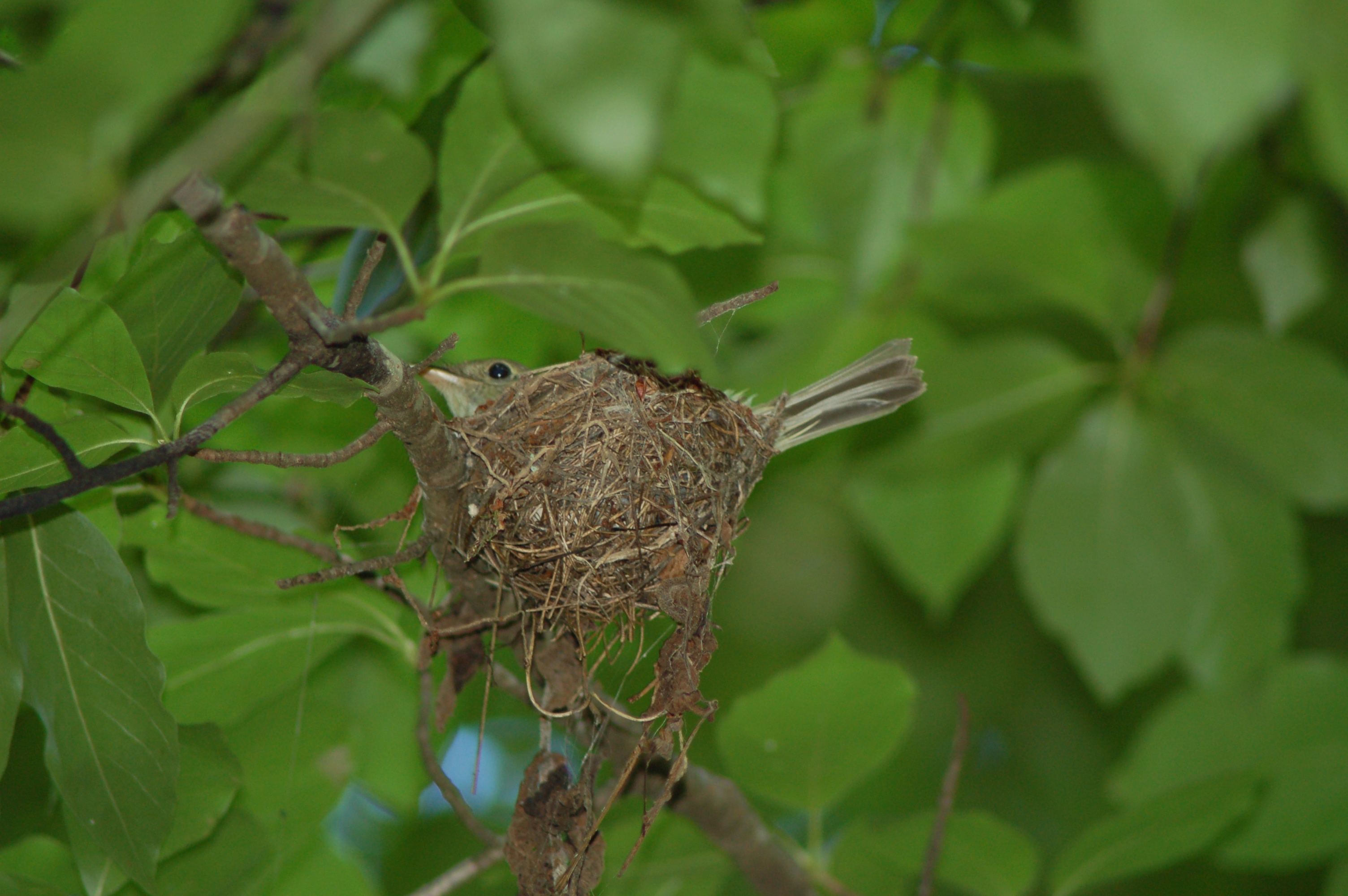
Moucherolle vert au nid

La saison de reproduction a lieu entre avril et juillet ; il y a souvent deux couvées par an. Le nid est bâti en hauteur, suspendu aux rameaux d’un arbre surplombant si possible un cours d'eau ou une ravine, à entre 3 et 6 m de hauteur. Une ponte comprend généralement 3 ou 4 œufs; les petits sont nidicoles.
Généralement, la construction des nids a lieu en mai-juin, l'éclosion des petits en juin, et ces derniers prennent leur essor en juillet. Il peut y avoir une deuxième couvée en juillet.

## Répartition et habitat
Le moucherolle vert vit dans la partie centrale de zones boisées humides et si possible pas trop récentes. Il préfère vivre le long de cours d'eau mais peut se contenter d'habitats moins humides. Il évite les lisières et de fait, on ne le trouve pas dans les bois dont la surface est inférieure à 10 hectares. On le trouve aussi dans les marais boisés.
Cette espèce est migratrice. Elle se reproduit dans l'est et le sud-est de l'Amérique du Nord et hiverne en Amérique centrale ou du Sud.